# Viktor Röthlin
Viktor Röthlin (* 14. Oktober 1974 in Kerns) ist ein ehemaliger Schweizer Langstreckenläufer. Im Marathonlauf wurde er 2010 Europameister, gewann bei den Europameisterschaften 2006 die Silber- und bei den Weltmeisterschaften 2007 die Bronzemedaille. Röthlin hielt von 2001 bis 2016 den Schweizer Rekord im Marathon, zuletzt mit seiner Bestzeit von 2:07:23 h, die er beim Tokio-Marathon 2008 erzielte.

## Karriere
Nach dem für ihn nicht zufriedenstellenden 19. Platz im 10'000-Meter-Lauf bei den Europameisterschaften 1998 in Budapest konzentrierte sich Röthlin auf die längeren Strecken. Dem Hamburg-Marathon 1999 in 2:13:36 h und dem Rotterdam-Marathon 2000 in 2:12:53 h folgte der Auftritt bei den Olympischen Spielen 2000 in Sydney, wo er im Marathonlauf den 36. Platz belegte.
2001 stellte er beim Berlin-Marathon als Achter mit 2:10:54 h einen Schweizer Rekord auf. Beim Marathon der Europameisterschaften 2002 in München kam er auf den 16. und bei den Weltmeisterschaften 2003 in Paris/Saint-Denis auf den 14. Platz.
2004 gewann er den Zürich-Marathon, bei dem er schon im Vorjahr Zweiter geworden war, mit neuem Schweizer Rekord in 2:09:56 h. 2005 wurde er Vierter beim Zürich-Marathon, gewann den Greifenseelauf und wurde Siebter beim New-York-City-Marathon.
2006 verbesserte er zunächst als Fünfter der Stramilano seinen persönlichen Rekord im Halbmarathon auf 1:02:16 h und holte dann bei den Europameisterschaften in Göteborg die Silbermedaille hinter Olympiasieger Stefano Baldini (ITA) und vor Julio Rey (ESP). Ausserdem gewann er die Gesamtwertung des Post-Cups.
2007 gewann er den Zürich-Marathon mit seinem dritten Schweizer Rekord über diese Distanz in 2:08:20 h. Beim Marathon der Weltmeisterschaften 2007 in Osaka, der trotz früher Startzeit um 7 Uhr bei grosser Hitze und hoher Luftfeuchtigkeit stattfand, lag er nach 40 Kilometern an fünfter Stelle, verfügte aber noch über genug Kraft, um mit einem unwiderstehlichen Schlussspurt auf den letzten gut zwei Kilometern zwei Läufer zu überholen und die Ziellinie so auf dem Bronzeplatz zu überqueren.

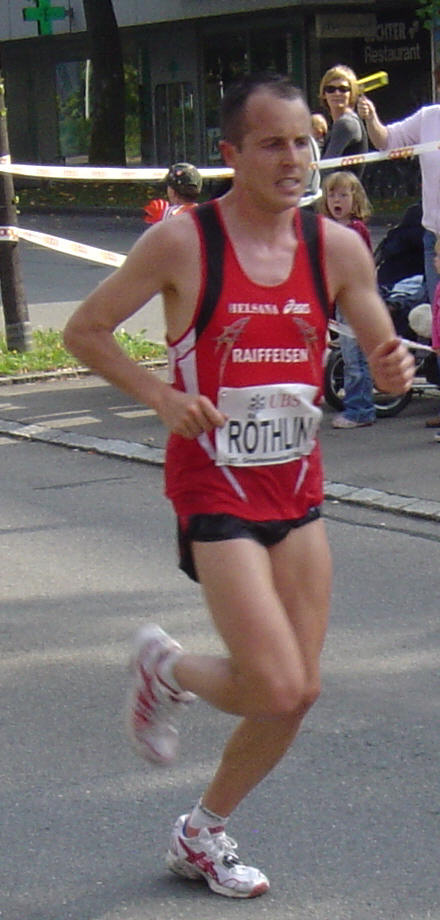
Viktor Röthlin beim Greifenseelauf 2006

2008 gewann er den Tokio-Marathon und stellte dabei erneut mit 2:07:23 h einen Schweizer Rekord auf. An den Olympischen Spielen 2008 in Peking holte er im Marathon mit dem sechsten Platz als schnellster nichtafrikanischer Läufer ein olympisches Diplom.
Mit seiner Zeit von 2:10:35 h verlor er 4:03 Minuten auf den Sieger, Samuel Kamau Wanjiru. Im Dezember gewann Röthlin zudem den Zürcher Silvesterlauf.
Im März 2009 erlitt er kurz hintereinander zwei Lungenembolien.
Im Mai konnte er wieder behutsam mit dem Lauftraining beginnen. Ende Juli nahm er erstmals wieder an einem Lauf teil, er platzierte sich am Aegeriseelauf als zweitbester Schweizer auf Rang fünf. Einen vorgesehenen Start über die Halbmarathon-Distanz am Greifenseelauf im September musste er wegen einer Entzündung im rechten Fuss absagen. Ende November wurde Röthlin an der Ferse operiert.
Röthlin gab erst am 18. Juli 2010 nach einem 10-Kilometer-Wettkampf bekannt, dass er an den Europameisterschaften in Barcelona am Marathon starten werde.
In diesem Wettkampf konnte er seine letzten Konkurrenten nach 28 Kilometern abhängen und wurde mit über zwei Minuten Vorsprung auf den Spanier José Manuel Martínez überzeugend Europameister.
Am 18. September wurde Röthlin zum ersten Mal Schweizer Marathon-Meister auf der Strasse: Am Greifenseelauf holte er sich den Titel im Halbmarathon im Spurt vor Christian Belz.
Am 7. November, nur 14 Wochen nach seinem Europameisterschafts-Marathon, startete Röthlin am New-York-City-Marathon. Die Vorbereitungszeit erwies sich aber als zu kurz, nach gut 20 Kilometern stieg er aus dem Rennen.
Im Dezember gab Röthlin bekannt, dass er am 17. April 2011 am London-Marathon starten werde. In der Vorbereitung darauf lief er den Kerzerslauf sowie den Stramilano-Halbmarathon und wurde Schweizer Meister über 10 Kilometer auf der Strasse. Am London-Marathon belegte er den für ihn nicht zufriedenstellenden elften Rang. Am Greifenseelauf wurde er Dritter und bester Schweizer, den Portugal-Halbmarathon in Lissabon beendete er als Elfter.
2014 beendete er seine Karriere.
Viktor Röthlin ist 1,72 m gross und wiegt 60 kg. Der gelernte Elektrozeichner und diplomierte Physiotherapeut startete für den STV Alpnach. 2004, 2006, 2007, 2008 und 2010 wurde er zum Schweizer Leichtathleten des Jahres gewählt. Bei der Wahl zum Schweizer Sportler des Jahres 2007 wurde er nur vom Tennisspieler Roger Federer geschlagen.

## Erfolge

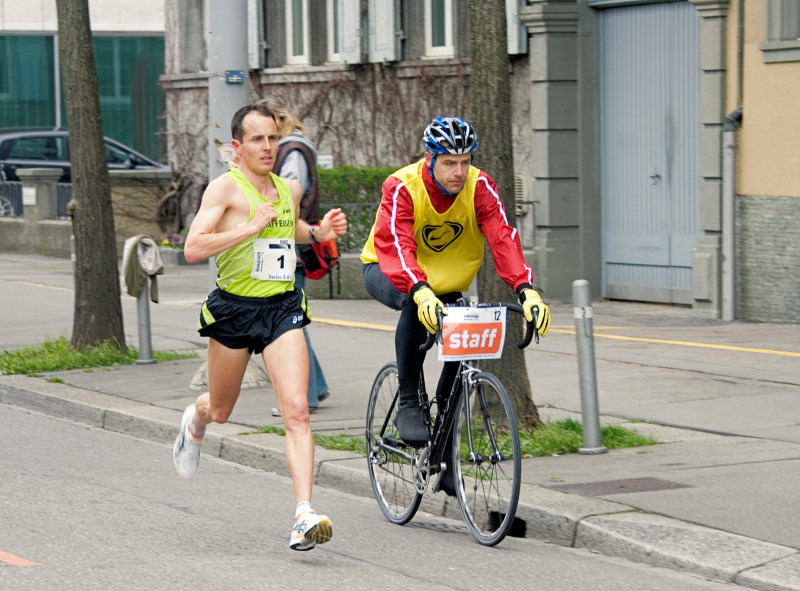
Unterwegs zum Schweizer Rekord am Zürich-Marathon 2007

- 1989–1997: Mehrfacher Weltmeisterschaftsteilnehmer Cross und Halbmarathon; mehrfacher Schweizer Meister in der Halle, Cross und Bahn; Junioren-Schweizer-Rekord 10'000 m (zuvor Markus Ryffel); Junioreneuropameisterschaften San Sebastian 1993 6. Rang über 5'000 m
- 1998: 19. Rang Europameisterschaften Budapest über 10'000 m
- 2000: Olympiateilnehmer Marathon Sydney
- 2001: 8. Rang Berlin-Marathon in 2:10:54 h, Schweizer Rekord
- 2002: 16. Rang Europameisterschaften München Marathon
- 2003: 14. Rang Weltmeisterschaften Paris Marathon
- 2004: Olympiateilnehmer Marathon Athen 2004; 1. Rang Zürich-Marathon in 2:09:56 h, Schweizer Rekord
- 2005: 7. Rang New York City Marathon; 1. Rang Greifenseelauf (Halbmarathon)
- 2006: Silber Europameisterschaften Göteborg, Marathon
- 2007: Bronze, Weltmeisterschaften Osaka, Marathon; Zürich-Marathon in 2:08:20 h, 1. Rang und Schweizer Rekord
- 2008: 6. Rang (Diplom) am Marathon der Olympiade Peking in 2:10:35 h; 1. Rang am Tokio-Marathon in 2:07:23 h, Schweizer Rekord (SR)
- 2010: Gold, Marathon Europameisterschaften in Barcelona, in 2:15:31 h; Schweizer Meister Halbmarathon
- 2012: 11. Rang am Marathon der Olympiade London in 2:12:48 h
- 2013: 3. Rang am Jungfrau-Marathon in 2:53:21 h[12]
- 2014: 5. Rang an den Leichtathletik-Europameisterschaften 2014 in 2:13:07 h sowie Bronzemedaille im Teamwettbewerb zusammen mit Tadesse Abraham und Christian Kreienbühl[13]

## Persönliche Bestleistungen

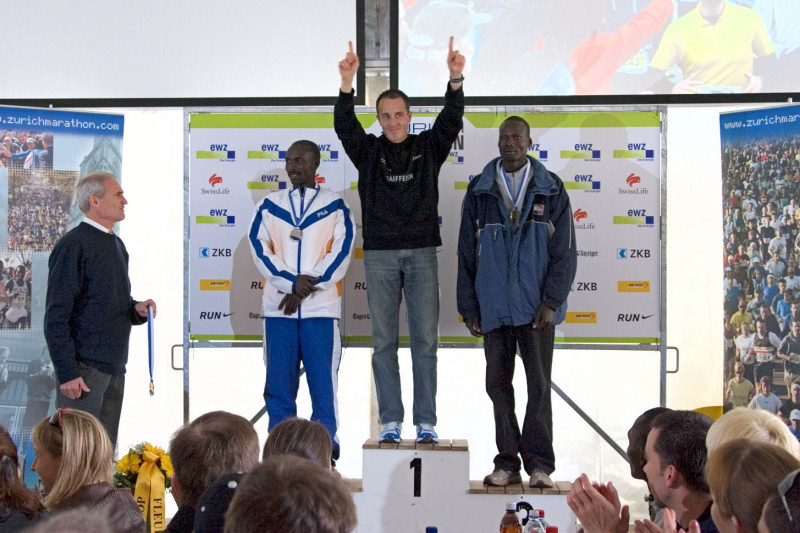
Viktor Röthlin, Gewinner des Zürich-Marathons 2007 (Mitte)

- 3000 m: 8:00,43 min, 5. Juni 1998, Budapest
- 5000 m: 13:40,28 min, 23. Juni 1999, Kassel
- 10'000 m: 28:22,53 min, 1. April 2000, Lissabon
- Halbmarathon: 1:02:16 h, 2. April 2006, Mailand
- Marathon: 2:07:23 h, 17. Februar 2008, Tokio

## Auszeichnungen
Viktor Röthlin wurde am 25. November 2008 das Ehrenbürgerrecht seiner Heimatgemeinde Kerns verliehen, da er für Kerns und den ganzen Kanton Obwalden ein Botschafter in der Schweiz und der ganzen Welt sei. Weiter steht in der Begründung: «Viktor Röthlin hat seine Wurzeln in Kerns und bekennt sich, überall wo er auch ist, zu seiner Heimatgemeinde Kerns im Kanton Obwalden.»